# Lacuninae
Lacuninae is een onderfamilie van weekdieren uit de klasse van de Gastropoda (slakken).

## Geslachten
- Bembicium Philippi, 1846
- Cremnoconchus W. T. Blanford, 1869
- Lacuna Turton, 1827
- Pellilitorina Pfeffer in Martens & Pfeffer, 1886
- Risellopsis Kesteven, 1902